# Bomolocha obductalis
Bomolocha obductalis är en fjärilsart som beskrevs av Walker 1859. Bomolocha obductalis ingår i släktet Bomolocha och familjen nattflyn. Inga underarter finns listade i Catalogue of Life.